# Raúl Urtizberea
Raúl Urtizberea (San Isidro, 14 de diciembre de 1928 - Buenos Aires, 16 de julio de 2010) fue un periodista argentino que desarrolló una extensa carrera en la prensa escrita, radial y televisiva.

## Carrera profesional
Completó sus estudios de abogado en la Universidad Nacional de La Plata y de doctor en Ciencias Políticas en la Universidad del Salvador. Comenzó su labor periodística en el diario La Prensa en 1956, para pasar luego a las revistas Gente y Atlántida y dirigir la revista bilingüe Argentina.
Durante más de 35 años fue comentarista radiofónico pero sus mayores éxitos y su popularidad los obtuvo en la televisión, donde con el apelativo de "El abogado del diablo", proveniente de uno de sus primeros programas, fue uno de los más periodistas más reconocidos. Integró la Comisión Asesora de Teatro de Radio Nacional y colaboró de la famosa audición Las dos carátulas, fue autor teatral y también se dedicó a la investigación histórica y a la enseñanza universitaria del periodismo. Por sus meritorios antecedentes fue designado miembro de la Academia Nacional de Periodismo, donde ocupó el Sillón Roberto Arlt.
En 1961 debutó en televisión en el programa ¿Cuál es su duda? en el cual hacía el papel de “abogado del diablo” encarnando la visión laica de la vida frente al sacerdote jesuita Joaquín Adúriz, reemplazado luego por los también sacerdotes Aníbal Ernesto Fosbery y José María Lombardero, quienes defendían la opinión de la Iglesia católica acerca del tema elegido para el día. El programa abordó temas tan heterogéneos y polémicos como "sexo y publicidad", "las clases ociosas", "el papel del sacerdocio", "control de la natalidad", "los platos voladores", "por qué protesta la juventud argentina", entre otros, y obtuvo el Premio Martín Fierro al mejor programa cultural de ese año y continuó en pantalla durante 1962. Años más tarde el padre Adúriz abandonó los hábitos y se casó.
Abogado del diablo se tituló un programa periodístico que se transmitió por el Canal 11 durante 1969 y 1970, año éste en que Urtizberea obtuvo el Premio Martín Fierro a la mejor conducción de programa periodístico y ¿Cuál es su duda? el de mejor programa de opinión.
En 1972 condujo el programa El público quiere saber e intervino en Polémica en el bar. Al año siguiente condujo El pueblo quiere saber y en 1976 En primer plano. En 1981 tuvo a su cargo el programa Telepolítica.
Entre 1986 y 1987 formó parte de La mañana de Radio Buenos Aires en Radio Buenos Aires, junto a Carlos Burone, Oscar Otranto, Silvia Fernández Barrio y Oscar del Priore.
A fines de la década de 1980 conducía el noticiero de Teledos. El 17 de marzo de 1992 cubrió el Atentado a la embajada de Israel para ATC. En 1993 el noticiero Día a día por el Canal Cable Visión Noticias.
A fines de la década de 1990 vivió seis años en Miami, donde daba clases de periodismo y trabajó como corresponsal de Radio Colonia. Allí, en 2006, dictó un máster en periodismo escrito en la Universidad Saint Tomas.
En 2002 actuó en la película El descanso'. En Radio Mitre, en 2006, compartió un ciclo con su hijo Mex, Lo que el aire se llevó. Su última tarea radial fue en la FM La 2x4 donde en 2009, condujo semanalmente con Mario Sapag el ciclo radial Chamuyando, por FM 92.7, donde contaban chistes y anécdotas. Ejerció también la crítica teatral y escribió la muy elogiada pieza El milagro.
Raúl Urtizberea, que era padre de siete hijos, entre ellos los actores Gonzalo y Mex Urtizberea, falleció de cáncer en Buenos Aires, Argentina, el 16 de julio de 2010.

## Su estilo
Poseía una mirada vivaz, físico esmirriado, trato cordialísimo y espíritu eternamente provocador se caracterizó por hablar sin estridencias pero con un estilo periodístico incisivo y atento a romper con las rutinas. Por hacer valer sus principios sufrió rupturas y discontinuidades en una vida profesional alimentada por múltiples desafíos. En Prohibido para mayores, por ejemplo, abrió por primera vez las puertas de la televisión a grupos de rock como Manal, condujo mesas redondas con jóvenes (una marca de su estilo) y alentó siempre la participación de nuevas generaciones de periodistas en un medio muchas veces reacio a la apertura.